# آیدا زیکمن
آیدا زیکمن (زاده ۲۳ اوت ۱۹۰۲ – درگذشته ۲۲ اوت ۱۹۶۱) یک پرستار آلمانی بود که تنها ۹ روز پس از شروع ساخت دیوار برلین، اولین قربانی شناخته شده‌ دیوار برلین بود.

## زندگینامه

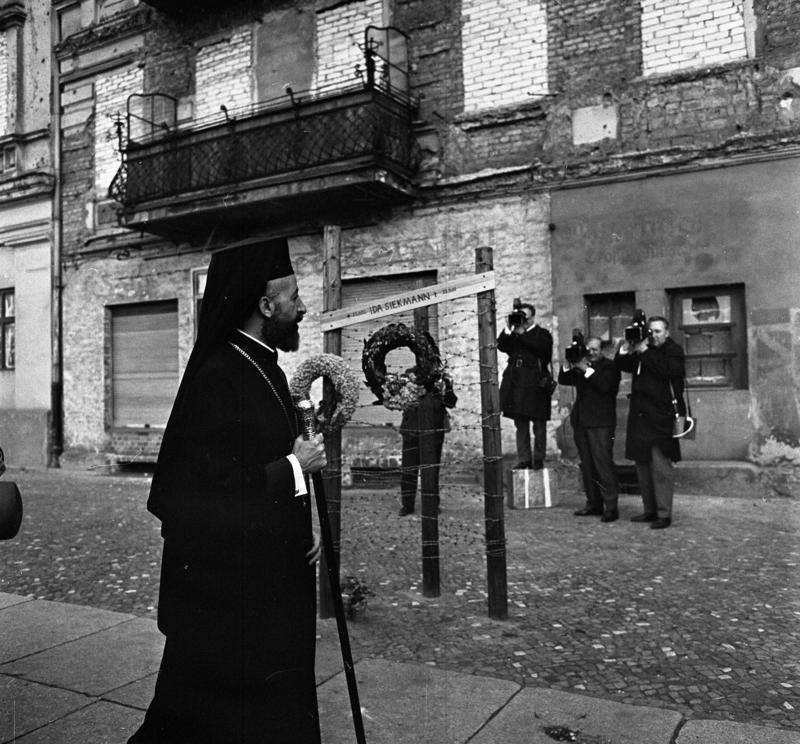
ماکاریوس سوم ، رئیس جمهور قبرس، در یادبود زیکمن (1962)

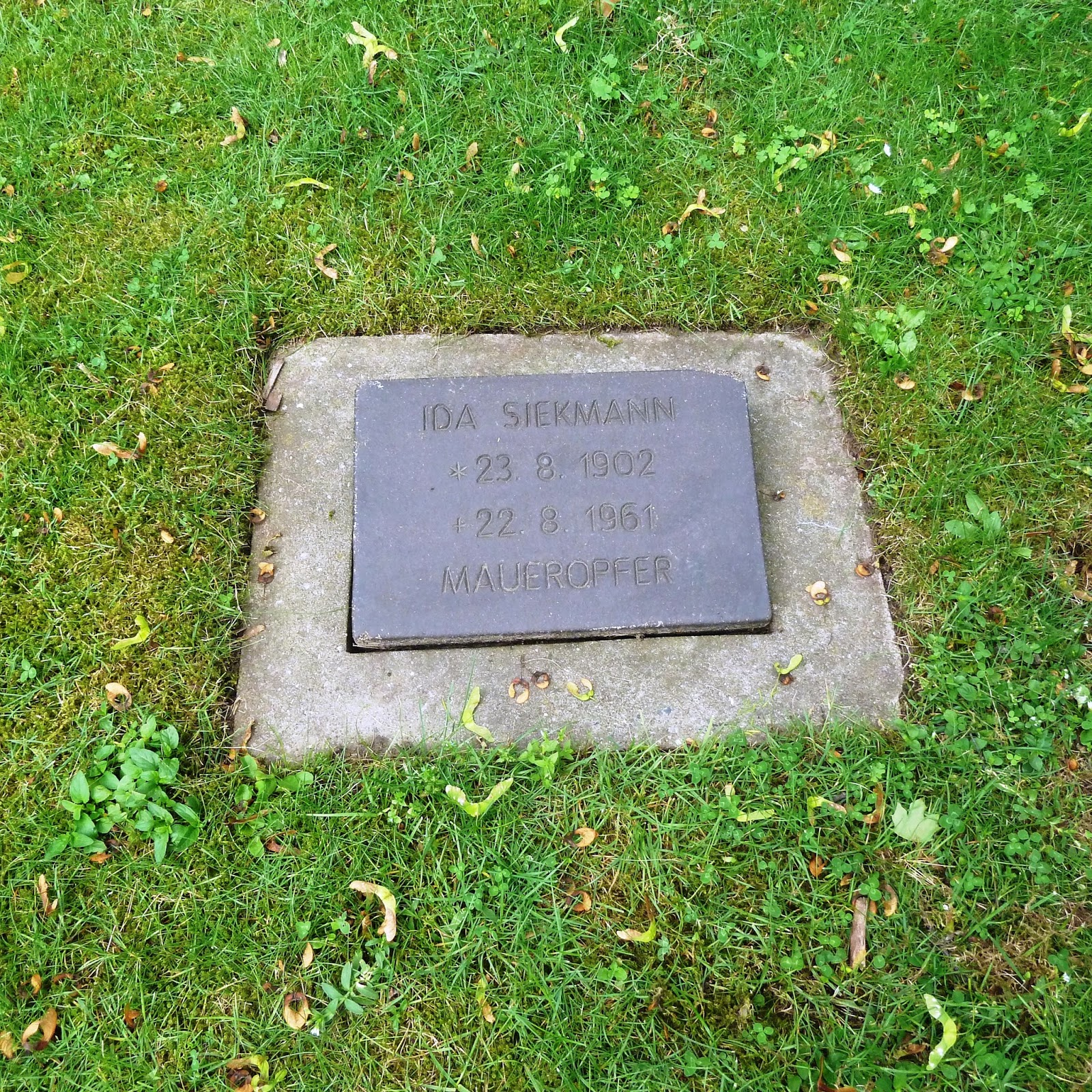
قبر ایدا سیکمن

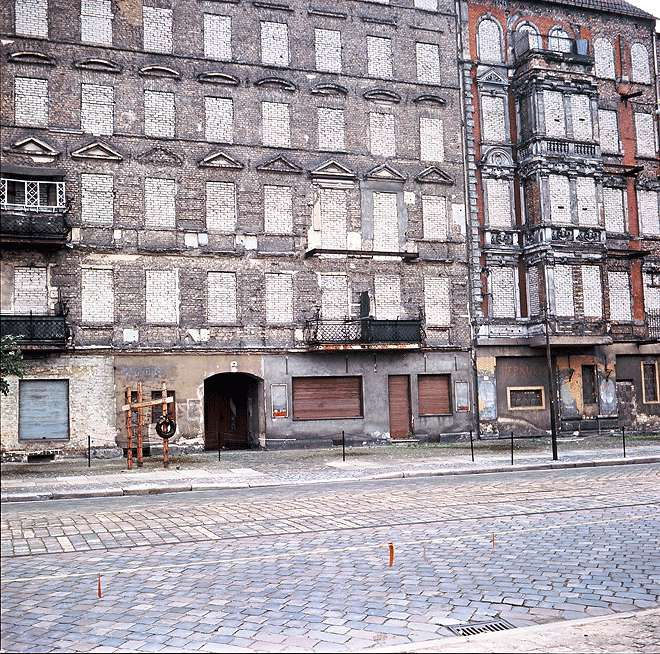
ساختمان برناور اشتغاسه ۴۸(و 47c به سمت راست) در ژوئن 1965. حاشیه‌نویسی‌ها (در نسخه ویکی‌مدیا کامانز این صفحه) در ورودی ایدا سیکمن و پنجره‌ای را که او از آن پریده است، سه طبقه بالاتر از طبقه همکف نشان می‌دهد.

آیدا زیکمن در ۲۳ اوت ۱۹۰۲ در گورکن در نزدیکی مارین وردر ، پروس غربی در امپراتوری آلمان (گورکی کنونی، شهرستان کویدزین ، لهستان ) به دنیا آمد. او به برلین نقل مکان کرده بود، جایی که به عنوان پرستار کار می کرد، و تا اوت ۱۹۶۱ قبلاً بیوه شده بود، اگرچه معلوم نیست چه زمانی بیوه شده بود. زیکمن در Bernauer Straße 48 در ناحیه Mitte زندگی می کرد و یک خواهر به نام Martha L. داشت که تنها چند بلوک آن طرفتر در Lortzingstraße زندگی می کرد.

## مرگ
در ۱۳ اوت ۱۹۶۱، آلمان شرقی ساخت دیوار برلین را آغاز کرد و بلافاصله پس از بسته شدن مرز بین برلین شرقی و غربی، تعداد زیادی از خانواده ها و افراد از ۵۰ آدرس پادری Bernauer Straße به غرب گریختند. در ۱۸ اوت ۱۹۶۱، رهبر آلمان شرقی ، والتر اولبریخت، به سربازان مرزی دستور داد تا ورودی ها و پنجره های طبقه همکف ساختمان های ضلع جنوبی خیابان را آجرکاری کنند. اعضای گروه‌های رزمی طبقه کارگر و فولکس پولیزه هر فردی را که قصد ورود به خانه‌ها را داشت کنترل می‌کردند و ساکنان حتی در راهروها تحت کنترل شدید قرار داشتند. بسیاری از ساکنان چنین خانه‌هایی همچنان به برلین غربی گریختند، زیرا ساکنان طبقات بالایی اغلب با پریدن ملحفه‌هایی که توسط آتش‌نشانی برلین غربی باز شده بود، نجات می‌یافتند.

## صفحات مرتبط
- لیست کشته شدگان دیوار برلین
- بحران برلین ۱۹۶۱

## ادبیات
- هانس هرمان هرتل، ماریا نوک، مرگ‌های دیوار برلین 1961-1989: کتاب راهنمای زندگی‌نامه (ویرایش مرکز تاریخ معاصر پوتسدام و بنیاد دیوار برلین). پیوندها، برلین 2009،شابک ‎۹۷۸−۳−۸۶۱۵۳−۵۱۷−۱ ، صص. 36-38